# Schnierer Gyula

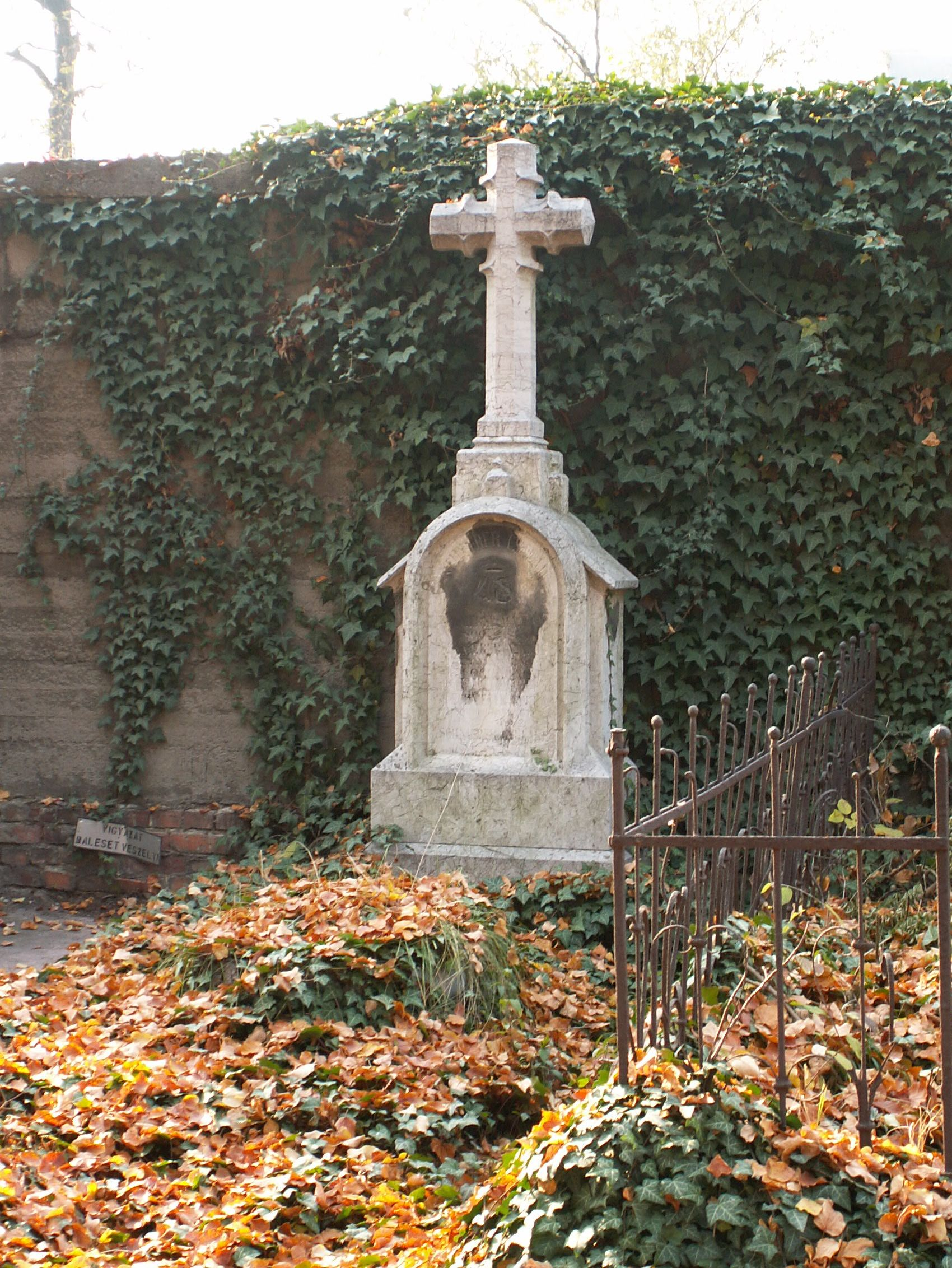
A Schnierer család sírja a Fiumei úti sírkertben. (Falsírboltok J/102.)

Schnierer Gyula (Pozsony, 1832. július 8. – Budapest, 1902. szeptember 17.) jogi doktor, az országos szabadalmi tanács elnöke, Schnierer Aladár testvérbátyja.

## Életútja
Tanulmányait Pozsonyban, Kassán és Pesten végezte, ahol ügyvédi oklevelet is nyert. Mint jogi doktor állami szolgálatba 1855-ben lépett a bécsi országos törvényszéknél; de rövid idő múlva az igazságügyminisztériumban kapott alkalmazást. Később saját kérelmére a pesti országos törvényszékhez, ennek feloszlatása után a magyar királyi kúriához osztatott be. Az alkotmány helyreállítása után a földművelés-, ipar- és kereskedelemügyi minisztériumba lépett, ahol mint titkár az ipari és kereskedelmi ügyekkel foglalkozott, melynek később mint osztály- és miniszteri tanácsos előadója lett. 1869-ben a kereskedelmi akadémia vezérlőbizottsága meghívta a kereskedelem történetének előadására, mely tárgyat öt évig tanította. 1882-ben miniszteri tanácsos lett. 1884-ben tanári állásáról leköszönt, 1885-ben az országos kiállítás igazgatója volt; ő szervezte hazánkban többek között az iparfelügyelői szolgálatot, melynek több évig az élén állott; készítette az iparfelügyelőkről, vasárnapi munkaszünetről, szabadalmakról és védjegyekről szóló törvényeket; tagja volt az államtudományi államvizsgálati bizottságnak; alelnöke az országos iparoktatási tanácsnak. 1890-ben harmadmagával képviselte Magyarországot a berlini első nemzetközi munkásvédelmi kongresszuson, melyen egyik szakosztály elnöke lett. 1896-ban szervezte az országos szabadalmi hivatalt és tanácsot, mely utóbbinak elnöke volt.
Cikkei a Honban (1865. 253. sz. Boraink fogyasztása éjszaki Németországban); a Jogtudományi Hetilapban (1866. A kamatok elsőbbsége árverés alá került ingatlanok vételárának felosztásánál, 1867. A választások, A telekkönyvi elsőbbség, A birói választások, A döntvények szerinti igazságszolgáltatáshoz, A nem-peres eljárás alapelvei); a Jogtudományi Közlönyben (1868. Telekkönyvi statisztika, Észrevételek az eljárás némely eltérő módjáról, 1869. Az örökösödési jog észjogi megállapítása, Észrevételek a kir. Curia egy határozatához, Hagyatéki ingatlanoknak telekkönyvi bekebelezése örökösük nevére, 1870. Pest város lakbérleti szabályai és a m. kir. semmítőszék, 1871. Az igazgatótanácsok felelőssége részvényvállalatoknál, 1873. A m. jogászgyűlés második szakosztályának határozatai és könyvism., 1874-75. A kereskedelmi törvénykönyv tárgyalásának főbb mozzanatai, 1876. A «Központi Értesítő» és az új czégbejegyzések, 1878. Az előjegyzett tulajdonosnak a birtok átadása iránti joga, 1879. A csődtörvényjavaslat tárgyalására egybehívott értekezletnek fontosabb határozatai, A m. jogászgyűlés II. szakosztályának tárgyalásai); a Nemzetgazdasági Szemlében (1882. Fiume multja és jövője, 1889. Könyvism.).

## Munkái
- A telekkönyvi eljárás rendszeres kézikönyve, tekintettel a végrehajtói eljárásra alkalmazva és példánygyűjteménynyel ellátva. Pest, 1864. (2. átdolg. és bőv. kiadás. Uo. 1871)
- A vámügyreform Magyarország termelése szempontjából. Uo. 1866
- A nemperes jogügyletekbeni eljárás alapelvei. Uo. 1867
- A jelzálogi és telekkönyvi rendszerek elmélete. Uo. 1869 (a m. tud. Akadémia által koszorúzott pályamunka)
- Igazságszolgáltatás. A statisztikai tanfolyamban előadva. Uo. 1869 (Statisztikai előadások VIII.)
- A kereskedelmi törvény magyarázata. Budapest, 1876 (Németül: Uo. 1877)
- A magyar kereskedelmi jog kérdésekben és feleletekben. Uo. 1877 (2. bőv. és kiegészített kiad. Uo. 1895. Jogi ismétlő könyvek gyűjteménye 15.)
- A magyar váltójog kérdésekben és feleletekben. Uo. 1878

Szerkesztette a Jegyzék Napló ügyvédek és birák számára I-XI. évfolyamát, Bpest, 1865-75. és a Közigazgatási Döntvénytárt 1875-től 1879. Budapesten (többekkel együtt)